# Rapperswil-Jona
Rapperswil-Jona est une ville et une commune suisse du canton de Saint-Gall, située dans la circonscription électorale de See-Gaster.
Elle a été créée le 1er janvier 2007 par la fusion des anciennes communes de Rapperswil et de Jona.

## Géographie
Le territoire de Rapperswil-Jona s'étend sur 22,25 km2. Lors du relevé de 2013-2018, les surfaces d'habitations et d'infrastructures représentaient 33,1 % de sa superficie, les surfaces agricoles 33,0 %, les surfaces boisées 29,6 % et les surfaces improductives 3,8 %.
Située sur la rive droite du lac de Zurich[réf. souhaitée], Rapperswil-Jona est une ville touristique grâce aux rives du lac, à sa vieille ville avec le château et au zoo pour enfants du cirque Knie. C'est aussi un nœud de communication grâce au barrage (Seedamm), séparant le lac de Zurich en Obersee plus petit et Untersee plus grand, qui supporte une route et une voie ferrée permettant de relier les deux côtés du lac[réf. souhaitée].

### Quartiers
- Bollingen
- Busskirch
- Curtiberg
- Kempraten-Lenggis
- Wagen
- Wurmsbach

## Politique
Rapperswil-Jona est gouvernée par une Assemblée communale (Gemeindeversammlung) et un Conseil de ville (Stadtrat) de 7 membres élu pour une période de quatre ans (résultat des élections de septembre 2020 : 2 UDC, 1 pvl, 1 Vert, 1 Centre et 1 indépendant).
Elle est la plus grande commune de Suisse qui ne dispose pas d'un parlement, l'Assemblée communale n'étant pas entrée en matière sur un premier projet en 2015 et le peuple ayant rejeté le projet qui lui était soumis en votation le 12 mars 2023 par 51,7 % des voix (4355 contre 4065),.

## Démographie

### Évolution de la population
La commune compte 28 640 habitants au 31 décembre 2023, pour une densité de population de 1 287 hab./km2 .

### Pyramide des âges
En 2023, le taux de personnes de moins de 30 ans s'élève à 30,4 %, au-dessous de la valeur cantonale (32,6 %). Le taux de personnes de plus de 60 ans est quant à lui de 28 %, alors qu'il est de 25,9 % au niveau cantonal.
La même année, la commune compte 14 026 hommes pour 14 614 femmes, soit un taux de 49 % d'hommes, inférieur à celui du canton (50,3 %).
| Hommes | Classe d’âge | Femmes |
| ------ | ------------ | ------ |
| 0,8    | 90 ans ou +  | 1,3    |
| 9,3    | 75 à 89 ans  | 11,5   |
| 15,8   | 60 à 74 ans  | 17,2   |
| 20,7   | 45 à 59 ans  | 20,4   |
| 22,0   | 30 à 44 ans  | 20,5   |
| 16,6   | 15 à 29 ans  | 15,2   |
| 14,9   | - de 14 ans  | 14,0   |

| Hommes | Classe d’âge | Femmes |
| ------ | ------------ | ------ |
| 0,5    | 90 ans ou +  | 1,2    |
| 7,5    | 75 à 89 ans  | 9,4    |
| 16,1   | 60 à 74 ans  | 17,0   |
| 20,3   | 45 à 59 ans  | 20,1   |
| 21,9   | 30 à 44 ans  | 20,6   |
| 17,8   | 15 à 29 ans  | 16,5   |
| 15,8   | - de 14 ans  | 15,1   |

## Monuments
- Château construit entre 1220 et 1230[9]
- Église paroissiale Saint-Jean
- Heilig Hüsli (Maison Sainte), probablement du XVIe siècle
- Couvent des Capucins, édifié en 1606
- Hôtel de Ville, reconstruit vers 1470
- Maison Bleuler, bâtie en 1606
- Hôpital du Saint-Esprit, fondé au XIIIe siècle, reconstruit en 1843

## Personnalités liées à la commune
- Roger Federer y fait construire à partir de 2019 une maison sur un terrain de 18 000 m2 au bord du lac de Zurich[10]

## Économie
La société multinationale leader mondial des matériaux de construction Holcim Ltd (LafargeHolcim) et l'entreprise d’installation sanitaire Geberit ont leur siège social à Rapperswil-Jona.

## Galerie

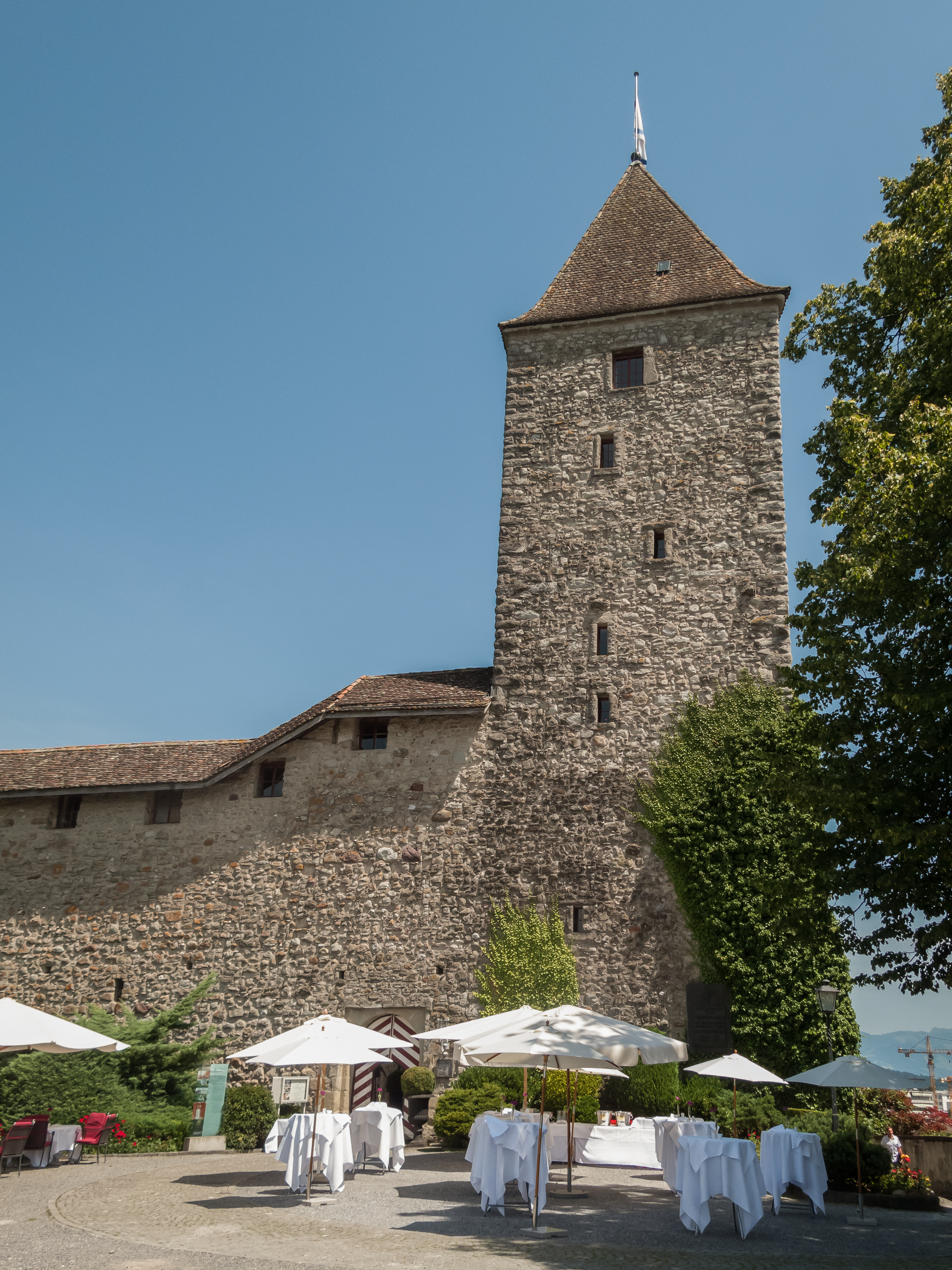
Rapperswil-Jona, tour du château (Schloss Rapperswil)
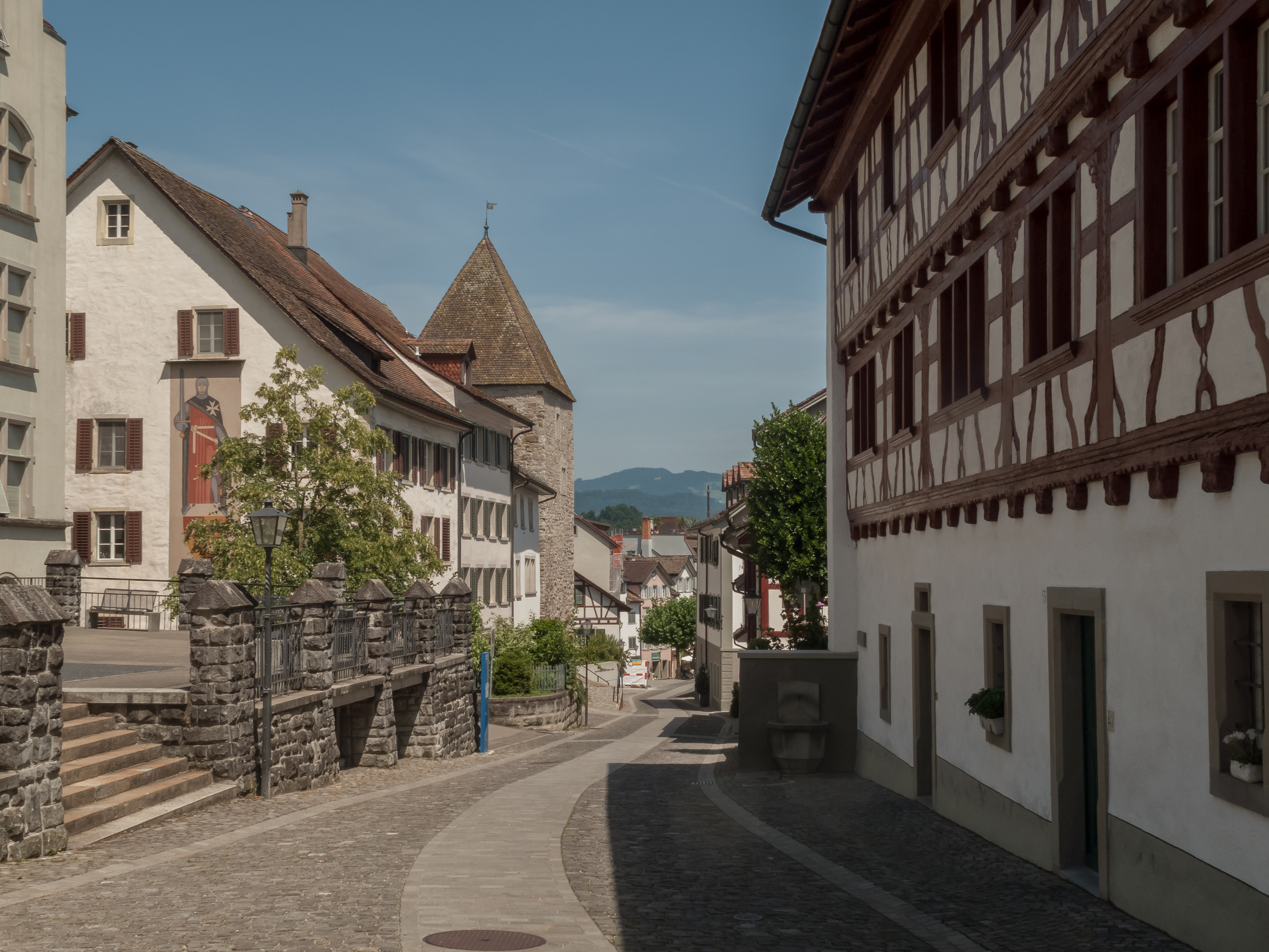
Rapperswil-Jona, Brenyhaus (=musée) dans la rue
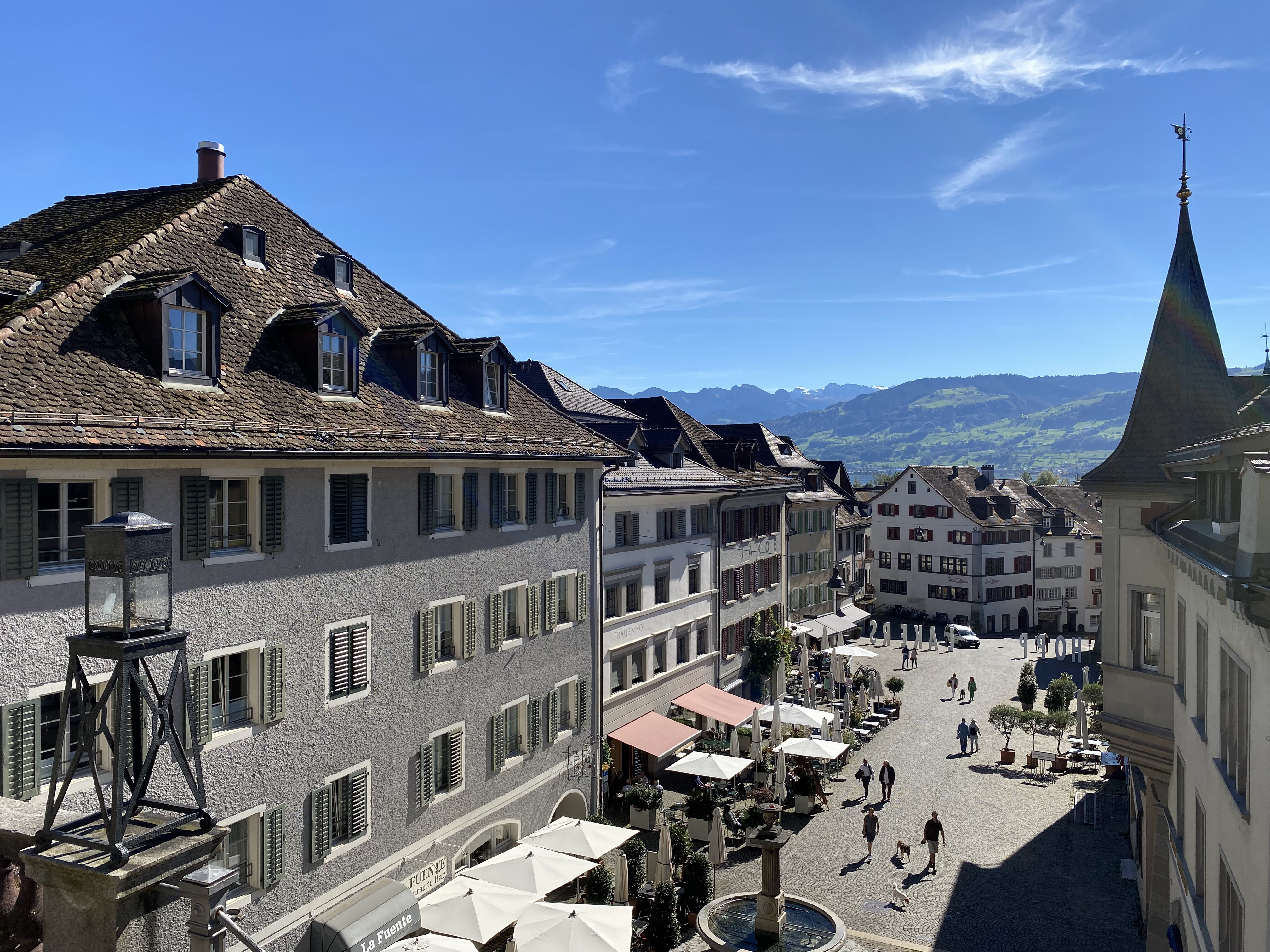
Place principale (Hauptplatz) et centre historique
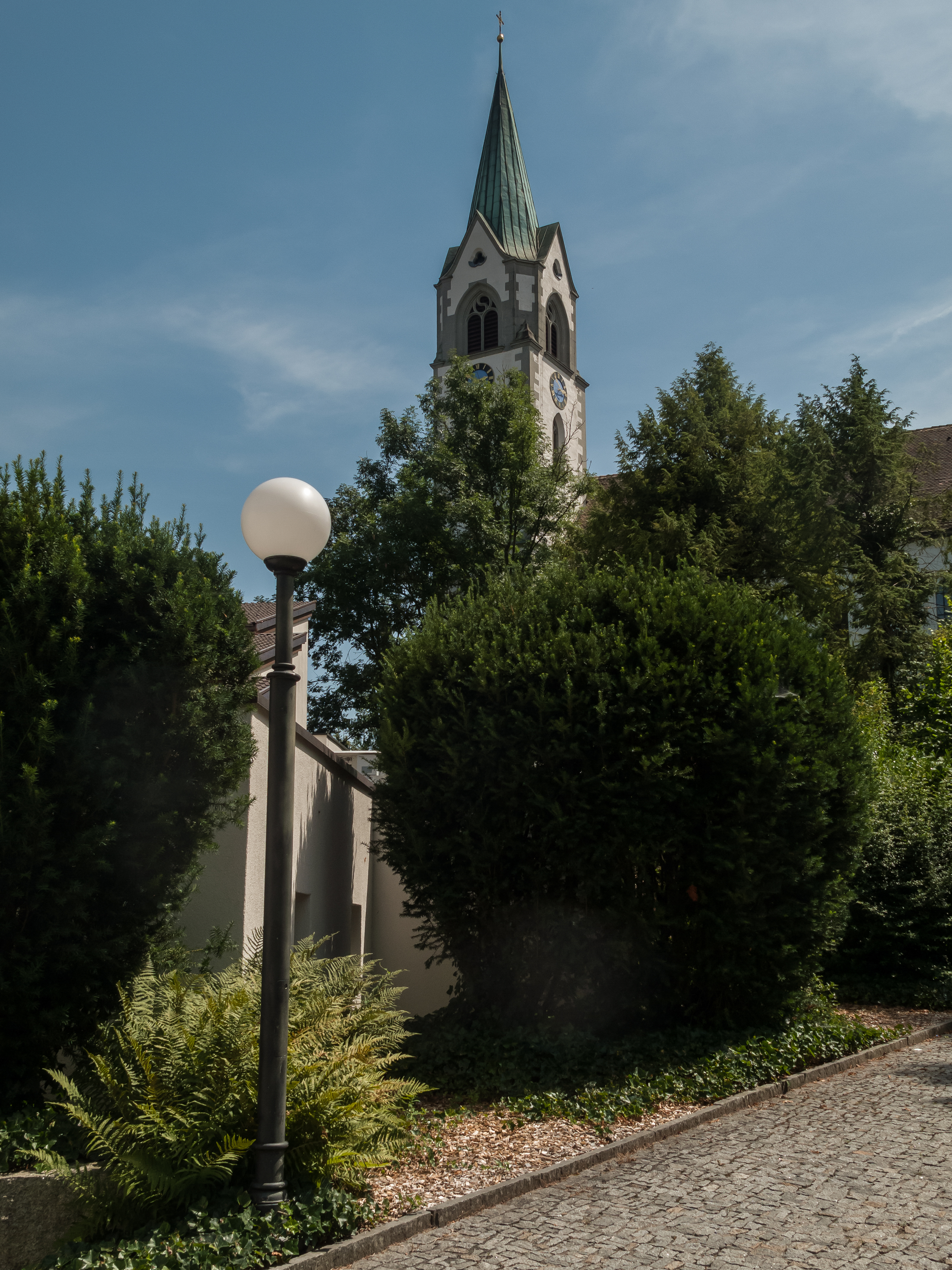
Jona, église
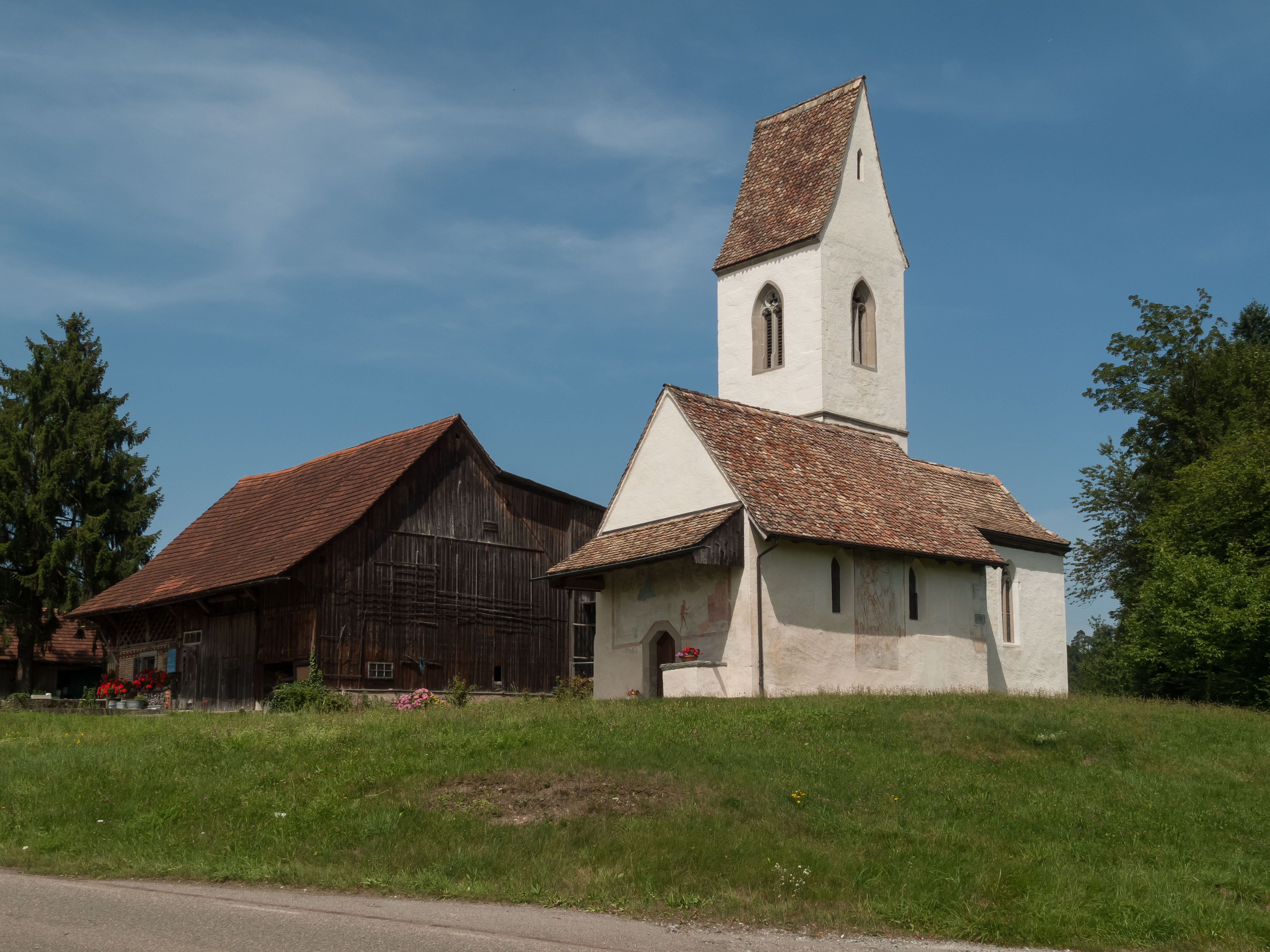
Rapperswil-Jona, église : Kirche Sankt Dionys-Wurmsbach
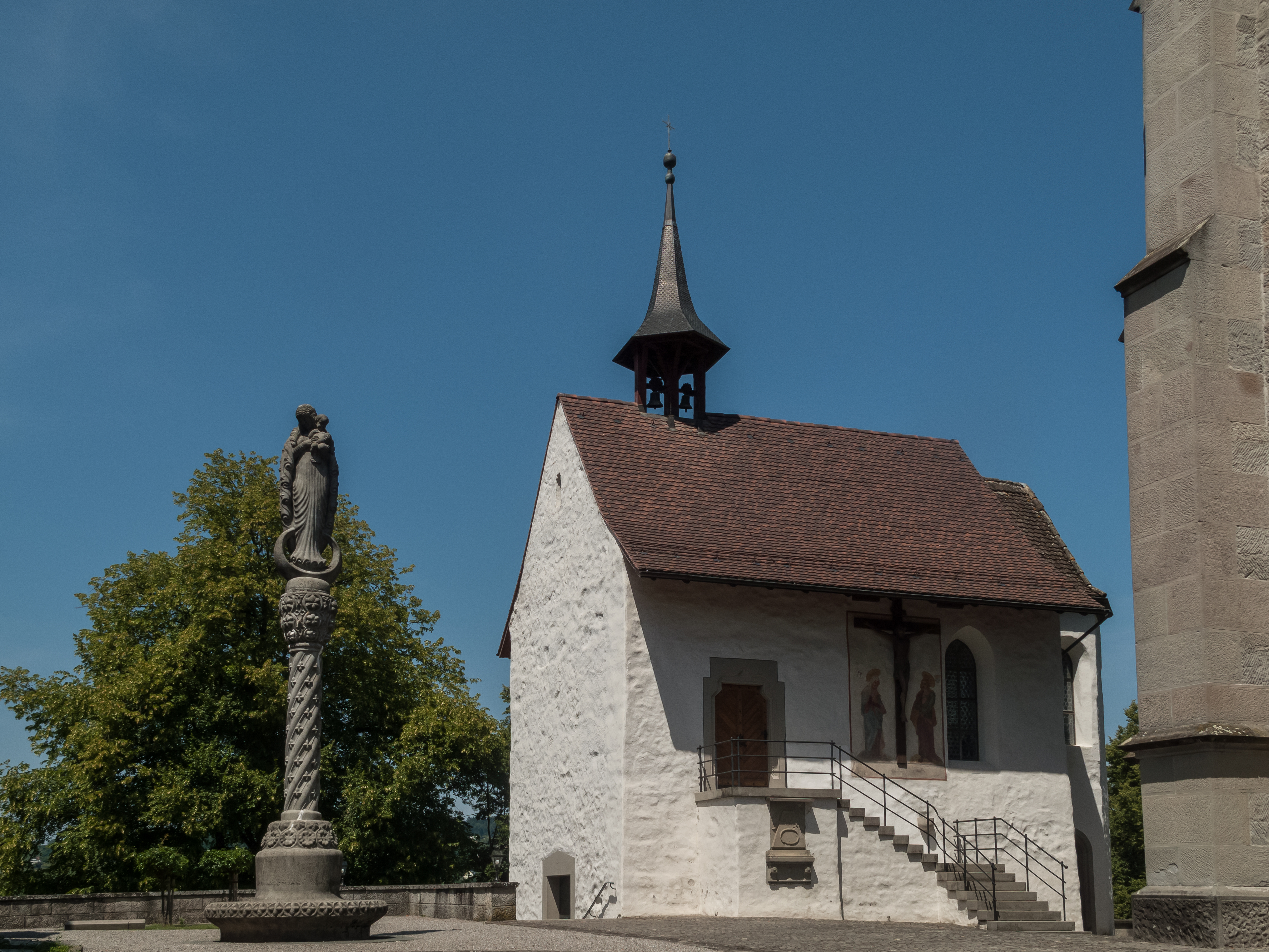
Rapperswil-Jona, chapelle
Photo aérienne (1954)
Photo aérienne (1962)